# Museo bizantino e cristiano di Atene
Il Museo bizantino e cristiano di Atene è il principale museo ateniese, e uno dei più importanti della Grecia, per le collezioni d'arte della tarda antichità e per il medioevo bizantino.

## Storia e descrizione
Il museo venne fondato nel 1924 per accogliere le collezioni della Società cristiana archeologica, creata nel 1914, fino ad allora ospitate dal Museo archeologico nazionale di Atene; tali collezioni erano state iniziate nel 1884 da Georgios Lambakis, uno dei fondatori della società.
Il museo è ospitato dalla Villa Ilissia, così detta perché posta nei pressi del fiume Ilisso, sul viale Vasilissis Sofias. Si tratta di una elegante dimora neoclassica costruita come palazzo d'inverno nel 1840- 1848 per la facoltosa duchessa di Piacenza, Sofia de Marbois-Lebrun (1785-1854), dall'architetto greco Stamatios Kleanthis. La duchessa Sofia de Marbois era nata in America, a Filadelfia, nel 1785 e aveva sposato Charles Lebrun, Duca di Piacenza, che aveva fatto carriera sotto Napoleone. Il matrimonio non fu però felice e nel 1830 la duchessa, appassionatasi alla lotta per l'indipendenza greca, vi si trasferì, acquistando diversi terreni nei dintorni di Atene. Nel 1837, dopo la morte prematura della figlia, vi si stabilì definitivamente. Dopo la morte della Duchessa, il palazzo divenne proprietà dello Stato greco. Nel 1930 il palazzo è divenuto museo di arte bizantina; nel 1987-1992 l'esposizione della collezione è stata completamente riallestita. 
Questo museo conserva icone, bassorilievi, arredi e opere bizantine che coprono tutta la storia dell'Impero (395-1453) e oltre, con esempi d'arte religiosa legata alla chiesa ortodossa, che arrivano fino a quasi i giorni nostri.
Al museo è annessa una ricca biblioteca di circa quindicimila volumi dedicata all'arte, alla letteratura, all'architettura e alle istituzioni dell'impero bizantino (aperta tutti i giorni lavorativi dalle 9 alle 13).